# Gynandrobremia maackiaefloris
Gynandrobremia maackiaefloris är en tvåvingeart som beskrevs av Fedotova 2002. Gynandrobremia maackiaefloris ingår i släktet Gynandrobremia och familjen gallmyggor. Inga underarter finns listade i Catalogue of Life.